# Кирилл (Флоринский, епископ Севский)
Епископ Кирилл (в миру Кирилл Антонович Флоринский или Флиоринский; 1729, местечко Барышевка, Переяславский полк, Киевская губерния — 27 сентября (8 октября) 1795, Киев) — епископ Русской православной церкви, епископ Севский и Брянский.

## Биография
Родился в 1729 (или 1727) году в местечке Барышевка Переяславского полка Киевской губернии в казачьей семье.
Обучался в Киево-Могилянской академии. Служил писарем, певчим и клирошанином в Михайловском Златоверхом монастыре в Киеве.
В 1754 году взят в певчие ко двору императрицы, но вскоре оставил это место и продолжил обучение: в Академии наук он посещал лекции по физике Морбаха.
В 1756 году пострижен в монашество митрополитом Новгородским Димитрием (Сеченовым) и отправлен учителем в Новгородскую духовную семинарию.
В 1760 году назначен служить в посольской церкви в Париже, но там не ужился и вскоре вернулся в Россию.
В 1764 года возведен в сан архимандрита Борисоглебского Новоторжского монастыря.
13 января 1768 года хиротонисан во епископа Севского и Брянского, викария Московской епархии.
Был человеком учёным, обладавшим живым умом и выдающейся памятью. Он пользовался уважением некоторых высокопоставленных лиц, заслужил внимание императрицы как проповедник. Но деятельность его как епископа отмечена многими неблаговидными делами и поступками. Начавши деятельную борьбу с различными суеверными и грубыми обычаями, преосвященный вскоре перешёл к таким самовластным мерам, которые никоим образом не могли быть одобрены. В обращении с подчинёнными допускал грубости даже во время богослужений, позволяя себе кричать на священнослужителей. По воспоминаниям его келейника Добрынина, он, видимо, был поражён какой-то нервной болезнью. В спокойном состоянии он был приятным, добрым человеком, но таким, как говорит Добрынин, он бывал лишь несколько часов в году. Самовластные действия преосвященного повлекли за собой большое количество жалоб, количество которых занимает несколько томов в синодальном архиве. После расследования, начавшегося в январе 1773 года, преосвященный 26 апреля 1778 года был уволен на покой в Киево-Златоверхий монастырь.
Скончался 27 сентября 1795 года. Погребён в Златоверхом монастыре в соборном храме, в Варваринском приделе.